# Augustin de Chabannes
Augustin de Chabannes (* 19. Mai 1769 in Langogne; † 13. Juni 1844 in Stapehill, Dorset) war eine französische Zisterzienserin, Trappistin, Priorin und Klostergründerin.

## Leben und Werk
Rosalie de Vergèses de Chabannes war von 1784 bis 1792 Zisterzienserin im Kloster Saint-Antoine-des-Champs in Paris. Sie wurde während der Französischen Revolution ins Gefängnis geworfen, konnte aber fliehen und trat am 21. Juni 1797 in das von dem Trappisten Augustin de Lestrange gegründete Kloster Sembrancher in der Schweiz ein, wo sie bald Priorin wurde. Sie nahm 1798 teil an der von Lestrange geführten Wanderung der Trappisten nach Orscha im heutigen Weißrussland und war bei der Rückführung 1800 Oberin der Nonnen. Von Hamburg-Hamm aus schickte Lestrange sie zur Klostergründung nach England, wo sie 1802 Kloster Stapehill gründete und bis zu ihrem Tod 42 Jahre lang Oberin war. 